# Symphitopsyche
Symphitopsyche är ett släkte av nattsländor. Symphitopsyche ingår i familjen ryssjenattsländor.
Kladogram enligt Catalogue of Life:
| Symphitopsyche | \| \| Symphitopsyche alluaudina \| \| \| \| \| \| Symphitopsyche angulata \| \| \| \| \| \| Symphitopsyche mauritiana \| \| \| \| \| \| Symphitopsyche recurvata \| \| \| \| |
|                | \| \| Symphitopsyche alluaudina \| \| \| \| \| \| Symphitopsyche angulata \| \| \| \| \| \| Symphitopsyche mauritiana \| \| \| \| \| \| Symphitopsyche recurvata \| \| \| \| |
|                | Symphitopsyche alluaudina |
|                | |
|                | Symphitopsyche angulata |
|                | |
|                | Symphitopsyche mauritiana |
|                | |
|                | Symphitopsyche recurvata |
|                | |